# キッス〜帰り道のラブソング〜
「キッス〜帰り道のラブソング〜」（キッス かえりみちのラブソング）は、日本のヴォーカルユニット、テゴマスの2枚目のシングル。日本・台湾で発売された。

## 概要
タイアップが付いた3曲を含む2枚目のシングル。初回生産限定盤には、表題曲のPVが収録されたDVDが付属する（DVDでのみのスペシャル版PVも収録されている）。
本作の発売に伴い、携帯電話専用公式サイト・Johnny's Webでは、2007年5月2日から6月3日までの間、「テゴ+マス=☆」と題した連載を行った。これはカップリングとして収録された、「キミ+ボク=LOVE?」にかけたタイトルとなっている。
同日に桑田佳祐の「明日晴れるかな」が発売されており、オリコン週間チャート1位は逃した。しかし、初動売り上げは前作「ミソスープ」を上回った。

## 収録曲

### CD
※「希望の光を心に灯そう」以降、通常盤のみ収録。
1. キッス 〜帰り道のラブソング〜
作詞: zopp、作曲: 森元康介、編曲: h-wonder
  - TBS系アニメ『ラブ★コン』エンディングテーマ
  - 文化放送『レコメン!』2007年5月度エンディングテーマ

学生の恋愛、ファーストキスなどをテーマとしたラブバラードで、歌詞は青春を思い出させる内容となっている[1][2]。タイトルはテーマを踏まえ、愛らしい語感を求めて「キス」ではなく「キッス」とした[1]。レコーディングでは、手越祐也は想像上の女性へサビの歌詞にあるような気持ちを向けるように、増田貴久は目の前にいるカップルを見守るように、それぞれの状況を思い浮かべながら歌った[3]。
2. キミ+ボク=LOVE?
作詞: zopp、作曲: 飯田建彦、編曲: CHOKKAKU
  - TBS系アニメ『ラブ★コン』（オープニングテーマ

歌詞は恋に落ちる瞬間をテーマとし、恋人同士になる前の男女の姿を描いている[4]。ユニークな歌い方を試みるなど、「キッス〜帰り道のラブソング〜」とは対照的な楽曲である[3]。
3. マルイチカラ
作詞: 伊藤アキラ, Mark Davis、作曲: 馬飼野康二、編曲: 長岡成貢
  - フジテレビ系『第38回春の高校バレー全国大会』イメージソング
  - フジテレビ系『バレーボール・ワールドリーグ2007』エンディングテーマ

人との絆を歌った曲で[5]、丸いボールを使用する競技であるバレーボールとタイトルとをリンクさせ、高校生たちを応援するのに合っているとして選曲される[6]。
4. 希望の光を心に灯そう
作詞: zopp、作曲: Fredrik Hult, Stefan Aberg, Jonas Engstrand, Hakan Fredriksson、編曲: 田辺恵二
5. キッス 〜帰り道のラブソング〜（オリジナル・カラオケ）

### DVD
※初回生産限定盤のみ
1. Music Clip
2. Music Clip Making
3. Music Clip 〜special ver.〜